# 1846 Бенгт
1846 Бенгт (1846 Bengt) — астероїд головного поясу, відкритий 24 вересня 1960 року.
Тіссеранів параметр щодо Юпітера — 3,550.